# Ricciaceae
Ricciaceae es una familia de  Marchantiophytas en el orden de Marchantiales. Comprende 4 géneros aceptados con 282 especies descritas y de estas, solo 178 aceptadas.

## Taxonomía
La familia fue descrita por Ludwig Reichenbach y publicado en Botanik fur Damen 255. 1828.

## Géneros
- Riccia
- Ricciella
- Ricciocarpos
- Thallocarpus